# 托比亞斯·莫爾
托比亞斯·莫爾（德語：Tobias Mohr；1995年8月24日—）是一位德國足球運動員，在場上的位置是左中場。現效力於比利時職業聯賽球隊标准列日。